# La Poupée Monte Le Son
La Poupée Monte Le Son är en låt framförd av den luxemburgska sångerskan Laura Thorn. Låten, som är skriven av Christophe Houssin, Julien Salvia och Ludovic-Alexandre Vidal, representerade Luxemburg i Eurovision Song Contest 2025 i Basel i Schweiz där den slutade på 22:a plats i finalen.